# Oho Ou
Ohu Ou Hao (chino simplificado: 欧豪, chino tradicional: 歐豪, Pinyin: Ōu Háo) conocido como Oho Ou, es un actor chino.

## Biografía
Estudió en la Escuela de Arte de Guangzhou (inglés: "Guangzhou Art School").
En mayo de 2017 comenzó a salir con la actriz china Ma Sichun, sin embargo en el 2018 anunciaron que habían terminado.

## Carrera
Es miembro de la compañía discográfica "EE-Media".
El 21 de agosto del 2014 se unió al elenco de la película Temporary Family donde interpretó a Huang Chu, un agente inmobiliario y el protegido de Hong Siu Long (Nick Cheung), quien a pesar de tener un padre rico, quiere abrirse su propio camino.
El 24 de abril del 2015 se unió al elenco principal de la película The Left Ear donde dio vida a Zhang Yang, el medio hermano de Xu Yi (Yang Yang (actor)|Yang Yang]]) de quien busca vengarse después de que su madre los dejara a él y a su padre y se casara con el padre de Xu Yi.
En mayo del mismo año se unió como miembro de la primera temporada del programa Takes a Real Man junto a Wang Baoqiang, Zhang Fengyi, Yuan Hong, Guo Xiaodong, Du Haitao y Liu Haoran.
El 28 de junio del 2017 se unió al elenco de la película The Founding of an Army donde interpretó a Ye Ting, un líder militar chino que se une a los comunistas y se convierte en el comandante de batallón en el Ejército Nacional Revolucionario. La película es la tercera entrega de la trilogía "Founding of New China".
El 13 de julio del mismo año se unió al elenco principal de la película Fist & Faith donde dio vida a Jing Hao, el líder de una pandilla que se enamora de la joven maestra Liu Mu (Jing Tian).
También se unió al elenco de la película Wu Kong donde interpretó a Tian Peng, un hombre que está profundamente enamorado de Ah Yue (Zheng Shuang).
El 10 de mayo del 2018 se unió al elenco principal de la serie Hero's Dream donde dio vida a Han Xin, un joven hombre con grandes habilidades pero cuyo talento es menospreciado, por lo que tiene que soportar el abuso y la humillación de los demás, pero cuya vida cambia cuando conoce a un hombre misterioso que le ofrece cambiar su destino, hasta el final de la serie el 14 de junio del mismo año.
El 1 de agosto del 2019 se unió al elenco de la película The Bravest donde interpretó a Xu Xiaobin, el capitán del escuadrón especial de bomberos..
El 20 de agosto del mismo año se unirá al elenco principal de la serie Being Lonely in Love (también conocida como "The Moonlight Doesn't Understand My Heart ") donde interpretó a Ye Qianze, el hermano mayor de Ye Yun (Xia Ningjun), hasta el final de la serie el 14 de septiembre del mismo año.
El 30 de septiembre del mismo año se unió al elenco de la película The Captain (también conocida como "The Chinese Pilot") donde dio vida al segundo capitán del vuelo Xu Yichen.
El 12 de junio del 2020 se unió al elenco principal de la serie The Eight donde dio vida a Hua Minchu, hasta el final de la serie el 27 de junio del mismo año.
Ese mismo año se unirá al elenco principal de la serie The Penalty Zone.

## Filmografía

### Películas
| Año  | Título                      | Personaje           | Notas                                                                                     |
| ---- | --------------------------- | ------------------- | ----------------------------------------------------------------------------------------- |
| 2021 | The Battle At Lake Changjin | -                   |                                                                                           |
| 2020 | Three Old Boys              | -                   | junto a Huang Zhizhong, Jiang Wu, Guo Tao, Han Geng, Bao Beier y Chen Duling              |
| 2020 | The Medal of the Dawn       | -                   | junto a Nick Cheung                                                                       |
| 2019 | The Eight Hundred           | Duan Wu             | junto a Wang Qianyuan, Yu Haoming, Yao Chen, Wei Chen y Zhang Youhao                      |
| 2019 | My People, My Country       | Liang Changshou     | junto a Huang Bo, Wang Qianyuan, Tong Dawei y Vision Wei                                  |
| 2019 | The Captain                 | Xu Yichen           | junto a Zhang Hanyu, Chen Shu, Li Qin, Zhang Tian'ai, Jiao Junyan, Du Jiang y Yuan Quan   |
| 2019 | Vortex                      | Xia Xi              |                                                                                           |
| 2019 | The Bravest                 | Xu Xiaobin          | junto a Huang Xiao-ming, Du Jiang, Yang Zi, Gu Jiacheng y Tan Zhuo                        |
| 2017 | Secret Fruit                | Zhang Yang          | junto a Arthur Chen y Ouyang Nana                                                         |
| 2017 | Legend of the Demon Cat     | Dan Long (de joven) | junto a Huang Xuan, Shōta Sometani, Zhang Yuqi, Qin Hao, Hiroshi Abe y Zhang Tian'ai      |
| 2017 | The Founding of an Army     | Ye Ting             | junto a Liu Ye, Zhu Yawen, Huang Zhizhong, Wang Jingchun, Li Qin, Liu Hao-ran y Ma Tianyu |
| 2017 | Wu Kong                     | Tian Peng           | junto a Eddie Peng, Ni Ni, Shawn Yue, Zheng Shuang y Yang Di                              |
| 2017 | Fist & Faith                | Jing Hao            | junto a Jing Tian, Meisa Kuroki, Kento Hayashi y Zhang Ningjiang                          |
| 2016 | Blood of Youth              | Su Ang              |                                                                                           |
| 2016 | Crying Out in Love          | Ke Da               | junto a Zhang Huiwen, Yang Zi, Wang Zhi y Gao Taiyu                                       |
| 2015 | The Left Ear                | Zhang Yang          | junto a Chen Duling, Yang Yang, Ma Sichun y Guan Xiaotong                                 |
| 2014 | Temporary Family            | Huang Chu           | junto a Nick Cheung, Sammi Cheng, Angelababy, Dayo Wong y Gao Taiyu                       |

### Series de televisión
| Año             | Título               | Personaje   | Notas                      |
| --------------- | -------------------- | ----------- | -------------------------- |
| 2022 - presente | Wild Bloom           | -           | [ 12 ]                     |
| 2020 - 2021     | The Penalty Zone     | Gan Tianlei | 44 episodios               |
| 2020            | The Eight            | Hua Minchu  | 34 episodios - (web drama) |
| 2019            | Being Lonely in Love | Ye Qianze   | 48 episodios               |
| 2018            | Hero's Dream         | Han Xin     | 46 episodios               |
| 2015            | Wonder Lady          | -           |                            |
| 2014            | Song of Vengeance    | Zi Ye       |                            |

### Documental
| Año  | Título                               | Personaje | Notas                                                                         |
| ---- | ------------------------------------ | --------- | ----------------------------------------------------------------------------- |
| 2013 | I Am Here (No Zuo No Die / 我就是我) | Oho Ou    | junto a Yu Menglong, Hua Chenyu, Pax Congo, Ning Huanyu, Fan Shiqi y He Jiong |

### Programas de variedades
| Año         | Programa                                            | Notas                  |
| ----------- | --------------------------------------------------- | ---------------------- |
| 2018        | PhantaCity (幻乐之城)                               |                        |
| 2016        | Wochat (卧谈会有趣)                                 |                        |
| 2016        | Trump Card (大牌对王牌)                             |                        |
| 2016        | Beat the Champions (来吧！冠军)                     |                        |
| 2013 - 2016 | Day Day Up (天天向上)                               | 7 episodios            |
| 2013 - 2016 | Happy Camp (快乐大本营)                             | 5 episodios - invitado |
| 2015        | Top Fly (Cherish High Aspirations) (壮志凌云)       | 12 episodios           |
| 2015        | Let's Sing Kid's (中国新声代)                       |                        |
| 2015        | Takes a Real Man S1 (真正男子汉)                    | 7 episodios - miembro  |
| 2015        | 腾讯名人坊                                          |                        |
| 2015        | 优酷全明星                                          |                        |
| 2015        | Dapeng Talk Show (大鹏嘚吧嘚)                       |                        |
| 2015        | 网易娱乐                                            |                        |
| 2015        | 新浪直播间                                          |                        |
| 2015        | The Iconoclast (偶像万万碎)                         |                        |
| 2015        | A Date with Luyu (鲁豫有约)                         |                        |
| 2015        | 非常静距离                                          |                        |
| 2015        | Voice (开讲啦)                                      |                        |
| 2015        | 一票难求                                            |                        |
| 2015        | 超级访问                                            |                        |
| 2014, 2015  | X-Space (星星的密室 终极决战)                       | 3 episodios            |
| 2014        | Secretly Greatly (隐秘而伟大 第六期)                |                        |
| 2014        | 嗨！2014                                            |                        |
| 2014        | Laugh Out Loud (We All Love to Laugh / 我们都爱笑)  | 2 episodios            |
| 2014        | 梦想星搭档 梦想盛典                                 |                        |
| 2014        | Your Face Sounds Familiar (百变大咖秀 第五季第二期) |                        |

### Eventos
| Año  | Título                          | Notas  |
| ---- | ------------------------------- | ------ |
| 2019 | 2019 Bazaar Stars Charity Night | [ 13 ] |
| 2015 | 梦想星搭档 公益盛典             |        |

### Revistas / sesiones fotográficas
| Año                    | Título                                   | Notas                      |
| ---------------------- | ---------------------------------------- | -------------------------- |
| 2020                   | The North Face                           |                            |
| 2019                   | Dior Men Spring 2020 Menswear Collection |                            |
| 2019                   | Men’s Uno China                          | (publicación de noviembre) |
| 2019                   | Bazaar Film                              |                            |
| 2017                   | NYLON (深圳青年)                         |                            |
| 2017                   | Prestige (品)                            |                            |
| 2017                   | 大众电影                                 |                            |
| 2014, 2015, 2017       | Men's Uno (风度)                         |                            |
| 2016                   | OK！(精彩)                               |                            |
| 2016                   | VogueMe                                  |                            |
| 2016                   | CHIC Teen (小资风尚)                     |                            |
| 2015, 2017             | SIZE (潮流生活)                          |                            |
| 2015, 2016             | Cosmo Bride (时尚新娘)                   |                            |
| 2015, 2016             | yoho! (潮流志)                           |                            |
| 2013, 2014, 2015, 2016 | GRAZIA (红秀)                            |                            |
| 2014, 2015, 2016       | L'Officiel Hommes (时装男士)             |                            |
| 2013, 2015, 2016       | FEMINA (伊周)                            |                            |
| 2015                   | Men's Health (男士健康)                  |                            |
| 2015                   | LEON (男人风尚)                          |                            |
| 2015                   | 精品购物指南                             |                            |
| 2015                   | 罗博报告                                 |                            |
| 2015                   | ELLE                                     |                            |
| 2015                   | Men’s JOKER (型男志)                     |                            |
| 2015                   | Esquire (时尚先生)                       |                            |
| 2015                   | So Cool (杂志)                           |                            |
| 2015                   | ELLE Men (睿士)                          |                            |
| 2015                   | Harper's Bazaar (时尚芭莎)               |                            |
| 2015                   | 南都娱乐周刊                             |                            |
| 2014                   | BAZAAR Men (芭莎男士)                    |                            |
| 2014                   | COSMOPOLITAN (时尚)                      |                            |
| 2013, 2014             | 当代歌坛                                 |                            |
| 2013                   | Easy                                     |                            |
| 2013                   | 北京青年周刊                             |                            |

## Discografía

### Conciertos
| Año        | Título                                         | Notas |
| ---------- | ---------------------------------------------- | ----- |
| 2016       | 东方卫视跨年演唱会                             |       |
| 2013, 2014 | Hunan TV New Year Concert (湖南卫视跨年演唱会) |       |

### Sencillos
| Año  | Canción                                            | Álbum                                       | Notas                                                      |
| ---- | -------------------------------------------------- | ------------------------------------------- | ---------------------------------------------------------- |
| 2019 | My Motherland and I (我和我的祖国)                 | OST de "My People, My Country"              | junto a Zhou Dongyu, Liu Haoran, Arthur Chen y Zhu Yilong  |
| 2019 | "影院消防安全指南"                                 | OST de "The Bravest"                        | junto a Du Jiang, Yang Zi, Gu Jiacheng y Gao Ge            |
| 2017 | Fang Ma Guo Lai (放马过来)                         | OST para "Fist & Faith"                     | (pista promocional)                                        |
| 2017 | For My 17-year-old Self (给17岁的自己)             | OST para "Secret Fruit "                    | junto a Ouyang Nana, Arthur Chen Ma Sichun y Guan Xiaotong |
| 2016 | What More Could I Ask For In Life (一生何求)       | OST para "Blood of Youth"                   |                                                            |
| 2016 | I Love Summer (我爱夏天)                           | OST para "Crying Out in Love"               |                                                            |
| 2016 | My Music is the Coolest (我的音乐最酷)             | Tema para "2016 KU Music Asian Music Award" |                                                            |
| 2015 | Irreplaceable (无可替代)                           | Promocional para "QQ Xuan Wu"               |                                                            |
| 2015 | Rest Assured to Fly (放心去飞)                     | OST para "The Left Ear"                     | junto a Yang Yang y Hu Xia                                 |
| 2014 | Together (在一起)                                  | OST para "Song of Vengeance"                |                                                            |
| 2014 | Actually I Don't Want to Go (其实不想走)           | OST para "Song of Vengeance"                |                                                            |
| 2014 | The Wind of Happiness (幸福的风)                   | OST para "Song of Vengeance"                | junto a Wu Mengqi                                          |
| 2014 | Difference (偏差)                                  | OST para "Song of Vengeance"                |                                                            |
| 2014 | Song of Vengeance (唱戰記)                         | OST para "Song of Vengeance"                | junto a Yida Huang                                         |
| 2014 | Love is the Greatest (爱最大)                      | OST para "As the Light Goes Out"            | (versión en mandarín)                                      |
| 2013 | Only I'm Not Happy (只有我不快乐)                  | -                                           |                                                            |
| 2013 | Beautiful Light                                    | Canción promocional para "Toyota Yaris L"   |                                                            |
| 2013 | Every Star (每一颗星辰)                            | OST para "No Zuo No Die"                    | junto a los Top 12 del programa Super Boy                  |
| 2013 | Chasing Dream with a Child-like Heart (追梦赤子心) | Tema musical para "Super Boy"               | junto a los Top 10 del programa Super Boy                  |
| 2013 | Hey Brothers (嘿,哥们儿)                           | Canción promocional para "Lenovo Mobile"    | junto a los concursantes de Super Boy                      |
| 2012 | Fake Movement (假动作)                             | -                                           |                                                            |
| 2012 | Left Right (左右)                                  | -                                           |                                                            |
| 2012 | Coming Closer (靠近)                               | -                                           |                                                            |

### Álbumes
| Año  | Título     | Notas |
| ---- | ---------- | ----- |
| 2015 | On His Own |       |

## Premios y nominaciones
| Año  | Categoría                       | Premio                                     | Trabajo         | Resultado |
| ---- | ------------------------------- | ------------------------------------------ | --------------- | --------- |
| 2016 | Most Anticipated Actor          | 16th Chinese Film Media Award              | The Left Ear    | Ganó      |
| 2016 | Most Popular All-Rounded Artist | Asia Music Gala                            | -               | Ganó      |
| 2016 | Best Trendy Singer              | 2nd KU Music Asian Music Award             | On My Own       | Ganó      |
| 2016 | Best Popular All-Rounded Artist | 2nd KU Music Asian Music Award             | On My Own       | Ganó      |
| 2014 | Popularity Award                | KuGou Music Award                          | -               | Ganó      |
| 2014 | Best Newcomer (Mainland)        | KuGou Music Award                          | -               | Ganó      |
| 2014 | Most Popular Newcomer           | 14th Top Chinese Music Award               | -               | Ganó      |
| 2012 | Best New Singer                 | 9th Music King Global Music Award Ceremony | -               | Ganó      |
| 2012 | Outstanding Newcomer Award      | 4th Chinese Music Award                    | "Fake Movement" | Ganó      |